# Anthidium callosum
Anthidium callosum is een vliesvleugelig insect uit de familie Megachilidae. De wetenschappelijke naam van de soort is voor het eerst geldig gepubliceerd in 1875 door Morawitz.